# Божко Ніна Григорівна
Ні́на Григо́рівна Божко́ (6 серпня 1928 — 2021) — українська художниця; член Спілки радянських художників України з 1958 року. Дружина художника Івана Тихого, мати художника Олександра Тихого. Академік Міжнародної академії фундаментальних основ буття.

## Життєпис

Могила Ніни Божко, Лук'янівське кладовище

Народилася 6 серпня 1928 року у місті Києві (нині Україна). 1945 року працювала гравером на керамічно-художньому заводі. 1946 року закінчила Київське училище прикладного мистецтва; 1949 року — Київське художнє училище. Упродовж 1950—1956 років навчалась у Київському державному художньому інституті, де її викладачами були зокрема Василь Касіян, Іларіон Плещинський і Валентин Задорожний. Дипломна робота — плакат «Боротися — означає добре жити». Одночасно з 1950 року працювала у видавництвах «Радянська школа», «Дніпро», «Веселка».
Протягом 1972—1980 років працювала на художньо-виробничому комбінаті над ілюструванням дитячих казок у кольоровій ліногравюрі, а також над створенням альбомів. Мешкала в Києві в будинку на вулиці Дашавській, № 27, квартира № 25 та у будинку на вулиці Героїв Севастополя, № 17Б, квартира № 62. Померла у 2021 році. Похована разом із родиною в Києві на Лук'янівському цвинтарі, поблизу склепа Сольських (ділянка № 9, 50°28′6.64″ пн. ш. 30°27′14.68″ сх. д. / 50.4685111° пн. ш. 30.4540778° сх. д.).

## Творчість
Працювла в галузі станкового живопису, станкової (у техніках естампа, ліногравюри, монотипії) і книжкової графіки, плаката. Серед робіт:
плакати
- «Війні кажемо — ні!» (1955);
- «Іван Франко» (1956);
- «За мир у всьому світі» (1957);

кольорові ліногравюри
- присвячені Києву (1960);
- «На Дніпрі» (1960);
- «Вечірня тиша» (1963);

монотипії
- портрет двічі Героя Соціалістичної Праці Ольги Диптан (1961);
- портрет двічі Героя Соціалістичної Праці Макара Посмітного (1961);

серії літографій
- портретів найкращих трудівників села (1964—1966);
- «Гордість комсомолу України» (1975, зокрема портрети Олександра Білаша, Анатолія Мокренка, Павла Усенка).

портрети
- засновників Києва — «Кий», «Щек», «Хорив», «Либідь» (1972);
- киян — діячів мистецтва (1976—1980);
- Володимира Підгори (1989)[5];
- картина-портрет «Княгиня Ольга» (1980—1982);
- учасників битви за Дніпро та Корсунь-Шевченківської битви (1984—1986);
- робітників заводу «Арсенал» (1985—1987);
- «Автопортет» (1987)[5];
- «Тетяна» (1990)[5];
- Миколи Плав'юка, Олександра Шалімова, Ніни Матвієнко, Раїси Недашківської, Тамари Недошовенко (2000);
- Анжеліки Андрієвської (2001)[5];
- «Полтавчанка» (2002)[6];

натюрморти
- «Білі квіти на сірому тлі» (1988)[5];
- «Червона калина» (1998)[5];

пейзажі
- Середньої Азії, Криму, Соловків (1988—1994);
- Західної України:
  - «Прикарпатське село» (1999)[6];
- серія пейзажів «Земля моїх батьків» та натюрморти (1994—1999).

Авторка творів на шевченківські теми:
- ліногравюра «По діброві вітер віє» (1960);
- плакат «Тарас Шевченко» (1961);
- серія «Жіноча доля» (літографія, 1967—1969);

кольорові лінографії
- «Тяжко мені сиротою на цім світі жити» (1961);
- «Пам'ятник Тарасу Шевченкові в Києві» (1961);
- «Затихло все» (1964);
- «Край неба палає…» (1964);
- «По діброві вітер виє…» (1964);
- «Весна зеленню квітчає…» (1964);
- «Веселе сонечко сідало…» (1964).

Авторка робіт за мотивами творів Лесі Українки — «Камінний господар», «Дон Жуан» та «Донна Анна» (1971). Ілюструвала та оформила книги для київських видавництв:
- «Повість про кохання» Надії Хоменко (1957);
- «В ясла Танечка іде» Тетяни Волгіної (1962).

Брала участь у художніх виставках з 1956 року, зокрема у:
- 5-й всесоюзній виставці дипломних робіт студентів мистецьких вузів СРСР. Випуск 1956 (Москва, 1956);
- ювілейній художній виставці УРСР (Київ, 1957);
- художній виставці «Радянська Україна» (Київ, 1960);
- всесоюзній художнвій виставці (Москва, 1961);
- республіканській художнвій виставці (Київ, 1961);
- ювілейній художній виставці до 150-річчя з дня народження Тараса Шевченка (Київ, 1964).

Роботи художниці представлені у багатьох музеях України та у приватних колекціях Великої Британії, Франції, Нідерландів, Норвегії, Німеччини, Японії, Сполучених Штатів Америки, Іспанії та інших країн.

## Відзнаки
- Грамота Президії Верховної Ради УРСР (1985)[7];
- Заслужений діяч мистецтв України (1993);
- Народний художник України (2009)[8].